# Pomorskie Towarzystwo Filozoficzno-Teologiczne
Pomorskie Towarzystwo Filozoficzno-Teologiczne (PTFT) – polskie stowarzyszenie naukowe z siedzibą w Gdańsku, działające na terytorium Rzeczypospolitej Polskiej, które zostało utworzone w 2000 roku. Działalność polega na organizacji cykli wykładów i debat, seminariów i konferencji. Ponadto Towarzystwo prowadzi działalność wydawniczą, publicystyczną i edukacyjną. Skupia ponad 60 członków, osób ze środowiska naukowego.
W skład komitetu założycielskiego wchodzili: ks. dr hab. Andrzej Kowalczyk, ks. dr hab. Zdzisław Kropidłowski, dr hab. Grzegorz Graff, dr Wojciech E. Zieliński, dr Bernhard Bach.

## Cele i zadania
Głównym celem działalności PTFT jest propagowanie i pogłębianie wiedzy z zakresu filozofii i teologii oraz myśli społecznej, wychylonej ku badaniom religioznawczym, antropologicznym, kulturoznawczym, historycznym oraz z zakresu wiedzy o sztuce i literaturze.
Na zaproszenie PTFT wykłady w Gdańsku głosili m.in.: prof. Geza Vermes, prof. Krzysztof Michalski, prof. Piotr Sztompka, prof. Tadeusz Gadacz, prof. Gunnar Heinsohn, prof. Mordecai Roshwald, prof. Agata Bielik-Robson, prof. Elżbieta Wolicka, prof. Dariusz Czaja, prof. Elżbieta Adamiak, ks. prof. Henryk Paprocki czy o. prof. Jan Andrzej Kłoczowski.
Pod auspicjami PTFT od 2017 roku wydawany jest recenzowany interdyscyplinarny pół-rocznik pt. "Karto-Teka Gdańska".
Data rejestracji stowarzyszenia: 9 kwietnia 2001 r.; posiada ono status Organizacji Pożytku Publicznego.

## Prezesi Towarzystwa
- 2001-2004 - Grzegorz Graff
- 2004-2012 - Wojciech Zieliński
- od 2012 - Zbyszek Dymarski